# The Very Best of the Eagles
The Very Best of the Eagles é um álbum de Eagles lançado em 2001.